# Кервін (Техас)
Кервін (англ. Kirvin) — місто (англ. town) в США, в окрузі Фристоун штату Техас. Населення — 101 особа (2020).

## Географія
Кервін розташований за координатами 31°46′2″ пн. ш. 96°19′48″ зх. д. / 31.76722° пн. ш. 96.33000° зх. д. (31.767096, -96.330018).  За даними Бюро перепису населення США в 2010 році місто мало площу 1,04 км², уся площа — суходіл.

## Демографія
Згідно з переписом 2010 року, у місті мешкало 129 осіб у 52 домогосподарствах у складі 32 родин. Густота населення становила 124 особи/км².  Було 66 помешкань (64/км²).
Расовий склад населення:
| - 94,6 % — білих - 5,4 % — чорних або афроамериканців |

До двох чи більше рас належало 0,0 %. Частка іспаномовних становила 0,0 % від усіх жителів.
За віковим діапазоном населення розподілялося таким чином: 25,6 % — особи молодші 18 років, 58,1 % — особи у віці 18—64 років, 16,3 % — особи у віці 65 років та старші. Медіана віку мешканця становила 39,8 року. На 100 осіб жіночої статі у місті припадало 101,6 чоловіків;  на 100 жінок у віці від 18 років та старших — 108,7 чоловіків також старших 18 років.
Середній дохід на одне домашнє господарство  становив 53 008 доларів США (медіана — 48 750), а середній дохід на одну сім'ю — 65 960 доларів (медіана — 52 031). За межею бідності перебувало 7,7 % осіб, у тому числі 0,0 % дітей у віці до 18 років та 30,0 % осіб у віці 65 років та старших.
Цивільне працевлаштоване населення становило 67 осіб. Основні галузі зайнятості: будівництво — 23,9 %, сільське господарство, лісництво, риболовля — 17,9 %, роздрібна торгівля — 14,9 %.